# Bakonyszentkirály, Veszprém
Bakonyszentkirály  este un sat în districtul Zirc, județul Veszprém, Ungaria, având o populație de 936 de locuitori (2011). 

## Demografie
Componența etnică a satului Bakonyszentkirály
     Maghiari (98,59%)
     Germani (1,41%)
Componența confesională a satului Bakonyszentkirály
     Romano-catolici (44,87%)
     Reformați (19,87%)
     Fără religie (1,71%)
     Necunoscută (32,59%)
     Luterani (0,96%)
     Alte religii (0,75%)
Conform recensământului din 2011, satul Bakonyszentkirály avea 936 de locuitori. Din punct de vedere etnic, majoritatea locuitorilor (98,59%) erau maghiari, cu o minoritate de germani (1,41%). Nu există o religie majoritară, locuitorii fiind romano-catolici (44,87%), reformați (19,87%) și persoane fără religie (1,71%). Pentru 32,59% din locuitori nu este cunoscută apartenența confesională.